# Metopius zonurus
Metopius zonurus là một loài tò vò trong họ Ichneumonidae.